# الأمومة في الحرب الأهلية الإسبانية

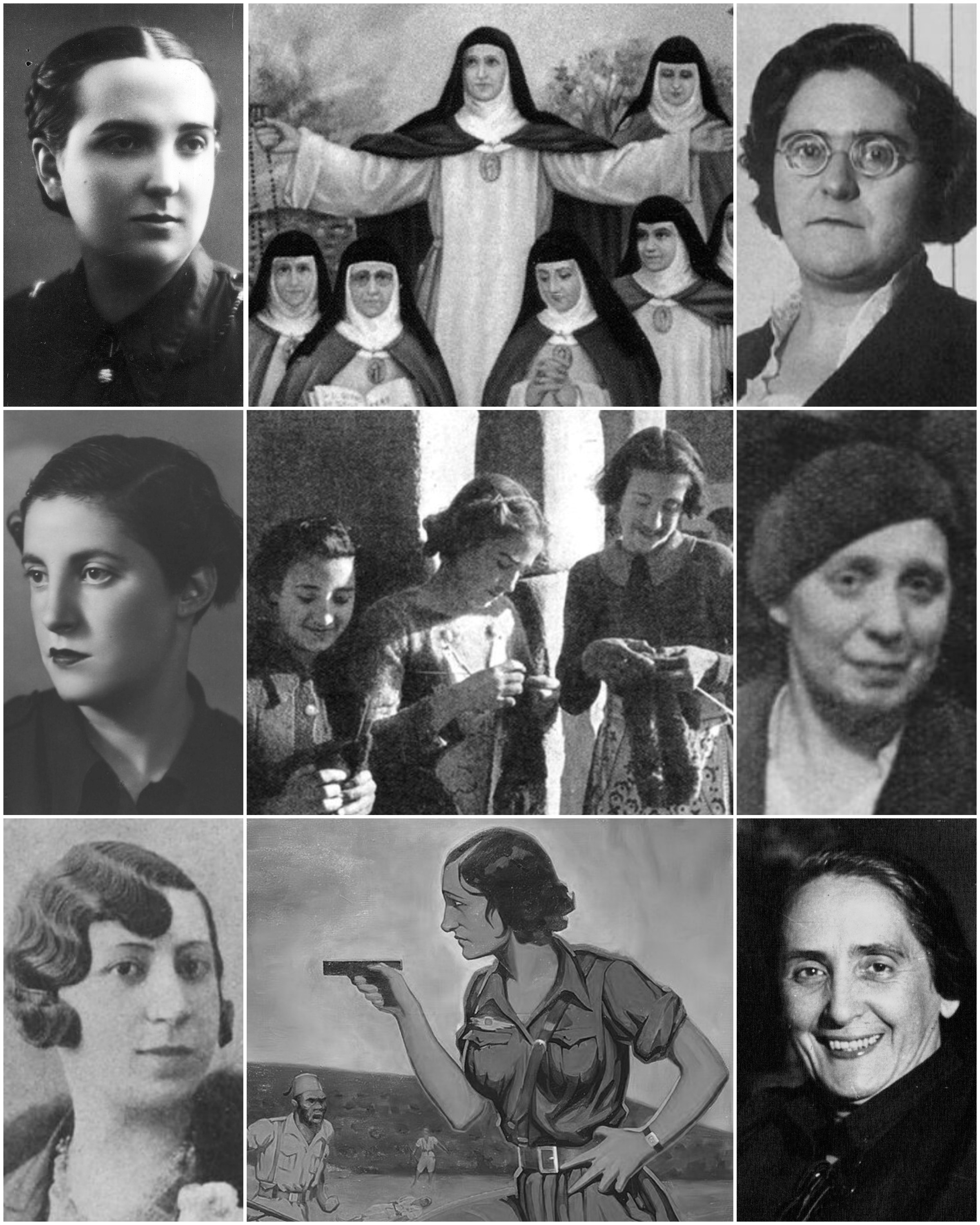
النساء في الحرب الأهلية الإسبانية، مجموعة من الصور الموجودة في مجلس العموم. في اتجاه عقارب الساعة من أعلى اليسار: مرسيدس سانز باتشيلر، مارتيريس كونسيبسيونيستاس، فيديريكا مونتسيني، مارجريتا نيلكين، دولوريس إيباروري، لينا أودينا، ماريا روزا أوراكا باستور، بيلار بريمو دي ريفيرا.

كانت الأمومة في فترة الحرب الأهلية الإسبانية مفهومًا سياسيًا يدور حول فكرة مشاركة المرأة في مساندة الدولة. وقد حدث الامتزاج بين تعاريف الأمومة والأنوثة في إسبانيا قبل الحرب الأهلية بفترة طويلة، مع تحديد دور المرأة واقتصار عملها في حدود المنزل؛ وذلك كجزء من الحتمية البيولوجية التي تدعمها المؤسسات الذكورية في إسبانيا، مثل الحكومة والكنيسة الكاثوليكية.
وقد نُوقش دور الأمومة فيما يخص تعليم المرأة. فاحتج أنصار اليسار بأهمية تعليم المرأة في سبيل تحرير النساء، بينما احتج أنصار اليمين بأهميته في إعداد الفتيات والشابات ليصبحن أمهات. لم يتغير الكثير خلال «دكتاتورية بريمو دي ريفيرا» سوى أن الحتمية البيولوجية أصبحت أكثر قوة وشيوعًا.
سمحت الجمهورية الإسبانية الثانية للنساء بدخول المجال العام بشكل رسمي، كذلك أتاحت لهن عددًا من الحقوق لأول مرة مثل الحق في التصويت والطلاق وتلقي التعليم العالي. أصبح مفهوم الأمومة أكثر تعلقًا بالسياسة، وفي بعض الأوساط قوبلت النساء والأمهات غير المطابقات للأنماط الجنسانية بمزيد من العداء. اعتبر القوميون الحقوق التي اكتسبتها المرأة تدهورًا لإسبانيا؛ الأمر الذي قد يترتب عليه تدمير الأسرة الإسبانية. أُنشئت منظمات تدعم التعريفات التقليدية للأمومة، وزاد العنف العام ضد النساء والأمهات المدافعات عن العمال المضربين.
شهدت الحرب الأهلية الإسبانية تعريفات للأمومة أكثر تعلقًا بالسياسية، ولكن مع ذلك ظلت ذات طابع تقليدي؛ باعتبارها الأنوثة وصفًا للأمومة. قد تظل حياة الأمهات في المناطق الريفية بعيدة عن السياسة إلى حد كبير، ولكن شهدت بعض المناطق أيضًا اضطرابًا في بنية الأسرة، إذ أخليت المنازل من الرجال، أو كان على من بقي فيها أن يكون أقل ذكوريةً لضمان النجاة. كذلك شهدت تلك الفترة عدم الالتزام بالأدوار الجنسانية، فقد ذهبت العديد من النساء إلى الجبهة، واضطرت العديد من الأمهات للعمل خارج المنزل لخدمة جنود الحرب.
كانت نهاية الحرب إيذانًا ببدء عهد إسبانيا الفرانكوية، وإيذانًا بعودة الأمومة التي كانت تتمحور حول الكاثوليكية الإسبانية التقليدية؛ مدعومة بسلسلة من القوانين جعلت النساء تحت وصاية آبائهن وأزواجهن. وقد أصبح تعليم الفتيات والنساء يتمحور مرة أخرى حول الحفاظ على بيت الزوجية وحول جعلهن أمهات صالحات.

## تعريف الأمومة
ارتبطت تعاريف الأمومة في هذه الفترة بالسياسة بشكل كبير. على الصعيد الجمهوري، بدأ مفهوم «الأمومة القتالية» في الظهور، إذ عُرفت الأمومة من خلال الرغبة في إبداء الأبناء الاستعداد لإظهار البطولة من أجل المثل الجمهورية، وباستعداد الأمهات لتشجيع أبنائهن على التضحية بحياتهم من أجل تلك المثل. وخلافًا للتعاريف القومية للأمومة في هذه الفترة، فقد سمحت التعاريف الجمهورية للنساء بقدر من الاستقلال الذاتي خارج نطاق أزواجهن أو آباء أطفالهن. وقد ساعدت شخصيات مثل «دولوريس إيباروري»؛ والتي شبهت الأمومة بأمومة مريم وآلام المسيح؛ في وضع هذه التعريفات الجمهورية. ورغم ذلك ظلت هذه التعاريف الجمهورية تدعم التعريف الأساسي للأنوثة بوصفها أمومة.

## دور الأمومة في الأسرة
مرت الأمهات بتجارب متنوعة خلال الحرب الأهلية، وذلك حسب مواقعهن. إذ كانت العديد من الأمهات في المناطق الريفية غير مباليات بالسياسة، وذلك بغض النظر عن الموقع الذي عشن فيه بالنسبة للجبهة. ولم يكن بوسعهن الحصول إلا على قدر ضئيل من الموارد التي كانت ستمكنهن من المشاركة السياسية، بل وكثيرًا ما كن يفتقرن إلى الموارد اللازمة للمعيشة الأساسية.
خلال الحرب، عملت الأمهات بجد لمحاولة الحفاظ على إحساسهن بالحياة الطبيعية. وقد شمل ذلك مواصلة التربية المنزلية بين النساء الجمهوريات والقوميات على حد سواء. وقد شملت الموضوعات التي رُكز عليها؛ استيعاب أمور المياه والزراعة والتعليم الديني. وقد تضمنت الأمثال الإسبانية التي استخدمتها الأمهات في ذلك الوقت: «بعد تناول الطعام، لا تقرأ حرفًا واحدًا». فلم يكن يُنظر للقراءة على أنها شيء مفيد لعملية الهضم. وقد شجعت الأمهات أطفالهن في المناطق الريفية على أخذ قيلولة بعد الوجبة الغذائية. وكثيرًا ما مارست الأمهات نشاطات مثل صفع وضرب أطفالهن كوسيلة لتعزيز التعليم الاجتماعي. وقد لعبت الأغاني جزءًا مهمًا في حياة المرأة الريفية، وحوت هذه الأغاني إشارات تدل على سعادة تلك المرأة. وبالنسبة للأمهات، فقد أدت الأغاني وظيفة أخرى هامة تتمثل في نقل القيم الاجتماعية إلى أطفالهن. وقد تناقلت الأغاني أيضًا رسائل تتحدث عن أدوار الجنسين، بما في ذلك أهمية المظهر الخارجي. خلال الحرب، بذلت العديد من الأمهات جهودًا كبيرة في محاولة إطعام أطفالهن خلال فترات نقص الغذاء. وقد يتسلل بعضهن إلى مدن أخرى في محاولة للحصول على حصص غذائية عندما تكون الحصة في بلدتهن صغيرة جدًا. وقد يتخلين عن طعامهن في سبيل حصول أطفالهم على كميات أكبر.
بالنسبة للعديد من الأمهات في المناطق الريفية، فلم تكن فكرة المشاركة السياسية شيئًا ممكنًا. إذ لم يكن لديهن الوقت الكافي لذلك؛ بسبب كثرة الأشياء التي كان عليهن القيام بها في المنزل. وكنتيجة لسياسة الترشيد والتقنين الوطني؛ فقد كان عليهن صناعة الصابون، والعمل في الحقول. وقد كانت معظم البيوت الإسبانية تفتقر خلال الحرب إلى المياه الجارية في المنازل، فكان على الأمهات الحصول على المياه من الآبار أو البحيرات أو الأنهار المحلية. كذلك كان عليهن الذهاب إلى وسط المياه لغسل الملابس لجميع أفراد الأسرة، كما يجب أن يكن في المنزل لإعداد الطعام متى كان ذلك متاحًا. وقد كانت تفتقد معظم منازل هذا الوقت للمطابخ الحديثة، وكان على الأمهات الطهي فوق النيران المفتوحة باستخدام القش والخشب.
زعزعت الحرب البنية الاجتماعية داخل الأسرة. ففي ظل الخوف من الموت جوعًا، والخوف من الاضطهاد السياسي؛ تولت الأم دور رب الأسرة، لقدرتها على تحصيل الطعام وتحضيره، وذلك في ضوء ابتعادها وعدم اهتمامها بالقضايا السياسية. أصبح الصمت فضيلة، لأن فعل أو قول شيء خاطئ؛ يمكن أن يؤدي إلى الموت على أيدي القوميين. كانت النساء أقل عرضة للمضايقة من الرجال، ما يعني أنهن كثيرًا ما كن يبتعدن عن البيت. وهذا من شأنه أن يخلق التوترات خلف الكواليس، لأنه يتعارض مع التعاريف الإسبانية التقليدية للذكورة؛ والتي اقتصرت على مهام وتحركات الأم في حدود المجال المنزلي. وقد استمر هذا التغيير في دور المرأة كرب للبيت؛ بعد الحرب الأهلية بالنسبة لكل من الأسر الجمهورية والقومية.
اضطرت الأمهات الجمهوريات إلى التعامل مع التعاريف المتضاربة للأمومة، رغم إدراكهن المتزايد بأن الجانب الجمهوري سوف يخسر. ولم يكن أمامهن سوى خيارات قليلة في كيفية التعامل مع هذا الشأن. ومع ذلك فقد تجاوب بعضهن مع الأمر بمحاولة غرس القيم الجمهورية في أولادهن مع الاعتقاد بأن الجمهورية سوف تعود، بينما تجاوبت الأخريات بإخفاء ميولهن الجمهورية، وجعل أطفالهن يتجنبون الأنشطة ذات الصلة بالحزب الجمهوري؛ تجنبًا لتعريضهم للعواقب خلال حكم الحكومة الفرانكوية.